# Загривское сельское поселение
Загри́вское се́льское поселе́ние — муниципальное образование в Сланцевском районе Ленинградской области.
Административный центр — деревня Загривье.

## Географическое положение
Поселение расположено вдоль правого берега реки Нарва в западной части Сланцевского района.
- Граничит:
  - на западе: с Эстонией
  - на северо-востоке: с Сланцевским городским поселением
  - на востоке: с Гостицким сельским поселением
  - на юге: с Гдовским районом Псковской области

По территории поселения проходит автодорога 41К-164 (Сланцы — Втроя).
Расстояние от административного центра поселения до районного центра — 18 км.

## История
Загривский сельсовет был образован 9 апреля 1945 года на территории переданной Ленинградской области из состава Эстонской ССР.
18 января 1994 года постановлением главы администрации Ленинградской области № 10 «Об изменениях административно-территориального устройства районов Ленинградской области» Загривский сельсовет, также как и все другие сельсоветы области, преобразован в Загривскую волость.
1 января 2006 года в соответствии с областным законом № 47-оз от 1 сентября 2004 года «Об установлении границ и наделении соответствующим статусом муниципального образования Сланцевский муниципальный район и муниципальных образований в его составе» было образовано Загривское сельское поселение, в его состав вошла территория бывшей Загривской волости.

## Население
| 2006  | 2010  | 2011  | 2012  | 2013  | 2014  | 2015  |
| ----- | ----- | ----- | ----- | ----- | ----- | ----- |
| 1000  | ↗1125 | →1125 | ↘1120 | ↘1115 | ↘1093 | ↗1110 |
| 2016  | 2017  | 2018  | 2019  | 2020  | 2021  | 2023  |
| ↘1092 | ↘1073 | ↘1062 | →1062 | ↗1065 | ↘1033 | ↘1006 |
| 2024  | 2025  |       |       |       |       |       |
| ↘992  | ↘980  |       |       |       |       |       |

## Состав сельского поселения
В состав сельского поселения входят 10 населённых пунктов:
| №  | Населённый пункт | Тип населённого пункта          | Население   |
| -- | ---------------- | ------------------------------- | ----------- |
| 1  | Втроя            | деревня                         | ↘49 (2017)  |
| 2  | Загривье         | деревня, административный центр | ↘729 (2017) |
| 3  | Кондуши          | деревня                         | ↗13 (2017)  |
| 4  | Кукин Берег      | деревня                         | ↗16 (2017)  |
| 5  | Мокреди          | деревня                         | ↗42 (2017)  |
| 6  | Отрадное         | деревня                         | ↘48 (2017)  |
| 7  | Переволок        | деревня                         | ↘48 (2017)  |
| 8  | Радовель         | деревня                         | ↘28 (2017)  |
| 9  | Скамья           | деревня                         | ↗20 (2017)  |
| 10 | Степановщина     | деревня                         | ↗97 (2017)  |

Кроме того, на территории сельского поселения находятся упразднённые деревни Дюк-Переволок, Скарятина Гора и исторический погост Ольгин Крест.